# Niels Mølgaard
Niels Mølgaard (født 16. februar 1943 i Hæstrup syd for Hjørring, død 13. marts 2003) var en dansk civilingeiør og politiker. Han var medlem af Folketinget for Danmarks Retsforbund 1973-1975 og 1977-1981.
Mølgaard var søn af Peter og Johanne Mølgaard. Han blev student fra Hjørring Gymnasium i 1960 og uddannet civilingeniør fra Danmarks Tekniske Højskole i 1966. Herefter var han værnepligtig 1966-67 og patentkonsulent 1966-68. Han var ansat som sekretær i Jern- og Metalindustriens Sammenslutning 1967-74 og som overingeniør i Dansk Standardiseringsråd fra 1976.
Han var bestyrelsesmedlem i Danmarks Retsforbunds Ungdom 1962-64 og organisationens formand 1966-68. Han var medlem af Retsforbundets landsledelse fra 1968 til 1974 og af forretningsudvalg fra 1970 til 1974 og Retsforbundets næstformand 1975-77.
Mølgaard var i 1962 med til at stifte Folkebevægelsen mod EF og blev medlem af dets forretningsudvalg.
Han blev valgt til Folketinget ved jordskredsvalget 4. december 1973 og var medlem til valget 8. januar 1975 hvor Retsforbundet ikke kom over Folketingets spærregrænse. Han blev ikke valgt ved folketingsvalget i 1977, men blev stedfortræder og indtrådte i Tinget 3. marts 1977 da Kirsten Brøsted nedlagde sit mandat. Mølgaard blev genvalgt ved valget i 1979. Han formand for Retsforbundets folketingsgruppe 1977-78 og fra 1979.